# 和田章
和田 章（わだ あきら、1946年1月11日 - ）は、日本の工学者。東京工業大学名誉教授、工学博士、日本建築学会会長。
専門分野は、建築構造学、耐震工学、構造設計、免震構造、制振構造、空間構造。

## 略歴
- 1946年（昭和21年）：岡山県生まれ
- 1964年（昭和39年）3月：東京都立西高等学校卒業
- 1968年（昭和43年）3月：東京工業大学理工学部建築学科卒業
- 1970年（昭和45年）3月：東京工業大学大学院理工学研究科建築学専攻修士課程修了
- 1970年（昭和45年）4月：日建設計入社（構造設計）
- 1981年（昭和56年）9月：工学博士（東京大学）
- 1982年（昭和57年）1月：東京工業大学工学部建築学科助教授
- 1989年（平成元年）11月：東京工業大学教授
- 2011年（平成23年）4月：東京工業大学名誉教授
- 2011年（平成23年）6月：日本建築学会会長（第52代）

## 受賞
- 1995年（平成7年）5月：日本建築学会賞（論文）「建築構造物の非線形挙動の解明とその応用に関する一連の研究」
- 2003年（平成15年）5月：日本建築学会賞（技術）（共同受賞者：川合廣樹、岩田衛）「建築物の損傷制御構造の研究・開発・実現」
- 2004年（平成16年)：市村産業賞・貢献賞　（共同受賞者：佐伯英一郎、渡辺　厚）「アンボンドブレースの発明と高性能鋼による革新的耐震技術の開発」[2]
- 2011年（平成23年)：第６回日本構造デザイン賞　松井源吾特別賞　「耐震工学の理論・研究から構造デザインの発展への貢献」
- 2011年（平成23年)：第21回BELCA賞（ベストリフォーム部門）（共同受賞者：元結正次郎、坂田弘安、奥山信一）「東京工業大学すずかけ台キャンパスＧ３棟」
- 2019年（令和元年）5月：日本建築学会大賞　「耐震建築の構造デザインに関する研究・開発および国際活動への貢献」[3]

## 出演
- NHKスペシャル「“連鎖”大地震　緊迫の10日　いのちを守るために」(2016年4月23日放送)
- NHK サイエンスZERO「緊急報告 熊本地震 ～被害解明に挑む～」 (2016年5月1日放送、Eテレ)　ゲスト：土屋敏之（NHK解説委員)）